# 丹特·塞基
丹特·塞基（義大利語：Dante Secchi，1910年8月14日—1981年2月17日），意大利男子赛艇运动员。他曾代表意大利参加1936年夏季奥林匹克运动会赛艇比赛，获得八人单桨有舵手银牌。